# ナンガラム語
ナンガラム語（ナンガラムご）はインド・ヨーロッパ語族インド・イラン語派ダルド語群クナル諸語に属する言語である。ニンガラム語、グランガル語、ナンガラミ、ニンガラミ、グランガリとも呼ばれる。アフガニスタンのクナル州ダラ・イ・ペチュ地区のナンガラム（Nangalam）で話されていたが、1978年のアフガニスタン紛争 (1978年-1989年)で破壊されてしまった。ゼミアク語はナンガラム語の方言と考えられていたが、ヌーリスターン語派に属すると考えられている。